# Владимир Милойчич
Владимир Милойчич (на хърватски: Vladimir Milojčić) е немски археолог – праисторик, професор в университета в гр. Хайделберг (Германия).

## Биография
Владимир Милойчич е роден на 7 февруари 1918 г. в Загреб (тогава в рамките на Югославия), а умира на 19 февруари 1976 г. в Хайделберг, Германия.
През 1938 г. започва висшето си образование в Белградския университет, където е студент на проф. Милое Васич. В периода на обучението си участва активно в археологически разкопки – в крепостта Калемегдан под ръководството на Вилхелм Унверзагт, в късноантичната крепост Юстиниана Прима под ръководството на В. Петкович, както и във Вучедол под ръководството на Роберт Рудолф Шмид. Тази практика се превръща в ценна школа за него, осигурявайки му солидна подготовка в областта на теренните изследвания.
През 1942 г. продължава образованието си във Виена при проф. Освалд Менгин, а през март 1944 г. защитава докторска дисертация на тема „Ранният неолит в Сърбия“ (’‘Das ältere Neolithikum in Serbien’’).
В периода 1945–1946 г., заедно с Геро фон Мерхарт, подготвя хабилитационен труд със заглавие „Приноси към абсолютната и относителната хронология на най-ранната каменна епоха и индоевропейския проблем“ (’‘Beiträge zur absoluten und relativen Chronologie der jüngeren Steinzeit und zum Indogermanenproblem’’).
След Втората световна война Милойчич продължава академичната си кариера в Германия. Той е асистент на проф. Йоахим Вернер в Университета „Лудвиг Максимилиан“ в Мюнхен, където през 1947 г. се хабилитира. Между 1954 и 1956 г. работи там като заместващ професор. През 1956 г. е назначен за редовен професор по пра- и ранна история в Саарландския университет. През 1958 г. приема покана за преподавателска позиция в Хайделбергски университет, където преподава и изследва до края на живота си.
От 1963 г. е редовен член на Хайделбергската академия на науките, а в периода 1968–1974 г. заема поста неин секретар. Женен е за Йохана Милойчич (фон Зумбуш) (* 1927; † 1991), която е дъщеря на дерматолога Лео фон Зумбуш и внучка на интерниста Фридрих фон Мюлер. Има един син и две дъщери. Една от дъщерите му, Александра Лоте Милойчич (* 1949, † 2010), също е доктор по археология. Тя е омъжена за археолога Зигмар фон Шнурбайн (Siegmar von Schnurbein), дълггодишен директор на Римо-германската комисия на Германския археологически институт във Франкфурт на Майн (от 1981 г. като зам. директор, а от 1990 г. до 2006 г. — директор).

## Приноси
Освен с активната си университетска и академична дейност, Владимир Милойчич оставя трайна следа в изследването на праисторията на Балканите и Централна Европа. Неговата докторска дисертация върху ранния неолит в Сърбия представлява първия опит за систематизиране на културните прояви в региона чрез съпоставителен анализ с европейската праистория. С хабилитационния си труд той допринася за развитието на хронологическите модели в археологията, като въвежда по-прецизни критерии за абсолютна и относителна датировка и поставя тези проблеми в по-широкия контекст на индоевропейската прародина.
В Германия Милойчич продължава да развива и задълбочава методологията на праисторическите изследвания, като обединява традициите на централноевропейската праисторическа школа и теренния опит от Балканите. Неговите публикации и академична дейност оказват значително влияние върху младите поколения археолози, а работата му в Хайделберг превръща университета в един от водещите центрове за праисторически изследвания през 60-те и 70-те години на ХХ в.